# Manuel Mantero
Manuel Mantero Sáenz (Sevilla, 29 de julio de 1930, Georgia -Estados Unidos-, 24 de septiembre de 2024) fue un poeta, novelista y ensayista español.
Considerado uno de los integrantes del grupo poético del cincuenta.

## Trayectoria
Licenciado en Derecho por la Universidad de Sevilla. Doctor en Derecho por la Universidad de Salamanca, con una tesis sobre la filosofía y el derecho en la obra del poeta italiano Giacomo Leopardi (1957).
Fue profesor de la Universidad de Sevilla y colaborador de la Escuela de Estudios Hispano-Americanos, así como miembro de la revista de dicha Escuela, Estudios Americanos.
En 1960 marchó a vivir a Madrid, con un paréntesis en Roma, donde realizó investigaciones bajo los auspicios del Gobierno de Italia.
Durante los años 60 desarrolló una intensa labor cultural y profesional: Crítico literario, colaborador de publicaciones periódicas y especializadas, y de programas televisivos o radiofónicos, conferenciante en toda España. Profesor, en los años 60, de la Universidad de Madrid. Perteneció al Instituto Cervantes madrileño, y al Nacional de Estudios Jurídicos, ambos del Consejo Superior de Investigaciones Científicas.
En 1969 marchó a los Estados Unidos como catedrático (“full profesor”) de Western Michigan University. En Míchigan fundó y dirigió la revista Sagitario, donde colaboraron Jorge Luis Borges, Jorge Guillén, Vicente Aleixandre, Agustín Yáñez, Emilio Carballido, etc., y en 1973 marchó a Georgia, en cuya Universidad ha tenido una cátedra especial de Literatura de Catedrático Distinguido (“Special Chair”) hasta agosto del año 2000, fecha de su jubilación. En la actualidad es Emeritus Distinguished Research Professor de la misma universidad.
Durante los años que ha estado fuera de España, nunca dejó de volver a ella ni de participar en la vida cultural de su tierra. Sus dos libros más recientes, Había una ventana de colores (memorias) y Equipaje (poesía) fueron presentados, el primero: por la ministra de Cultura de España Carmen Calvo, el prof. Jorge Urrutia, director técnico del Instituto Cervantes, y, el escritor y periodista, Antonio Burgos; y, el segundo: Equipaje, por el prof. Rogelio Blanco, director general del Libro, Archivos y Bibliotecas, y el prof. Juan Carlos Marset, poeta y delegado de Cultura del Ayuntamiento de Sevilla.

## Obra

### Poesía
- Mínimas del ciprés y los labios. Alcaraván, Arcos de la Frontera, 1958 - 60 páginas.
- Tiempo del hombre. Col. Agora, Madrid, 1960 - 70 páginas.
- La lámpara común. Col. Adonais, Ediciones Rialp, Madrid, 1962 - 68 páginas.
- Misa solemne. Editora Nacional, Madrid, 1966 - 303 páginas.
- Ya quiere amanecer. Col. Dulcinea, Madrid, 1975 - 76 páginas.
- Memorias de Deucalión. Plaza y Janés, Barcelona, 1982 - 158 páginas.
- Fiesta. Endymion, Madrid, 1995 - 102 páginas.
- Color y olor. CajaSur, Los Cuadernos de Sandua, Córdoba, 1997 - 48 páginas.
- Antología. Ayuntamiento de Sevilla, Sevilla, 2001 - 87 páginas.
- Primavera del ser. Ediciones Igitur. Tarragona, 2003 - 105 páginas.
- Equipaje. RD Editores, Sevilla, 2005 - 220 páginas.
- El olor de la azalea. Cuadernos, Universidad de León, León, 2012 - 29 páginas.

Anteriormente, sus libros de poemas habían sido compilados en 1972 por la Editorial Plaza y Janés, con el título de Poesía (1958-1971) - 315 páginas, y por la Universidad de Sevilla y la Fundación El Monte con el título de Como llama en el diamante (3 vols., 1996 - 534 páginas).

### Ensayo y crítica, antologías
- Poesía española contemporánea. Plaza y Janés, Barcelona, 1966 - 622 páginas.
- La poesía del Yo al Nosotros. Ediciones Guadarrama, Madrid, 1971 - 217 páginas.
- Los derechos del hombre en la poesía hispánica contemporánea. Editorial Gredos, Madrid, 1973 - 563 páginas.
- Poetas españoles de posguerra. Espasa Calpe, Madrid, 1986 - 580 páginas.
- Ricardo Molina. Dos libros inéditos: Cancionero, Regalo de amante. Ed. de Manuel Mantero y Mariano Roldán. Prólogo de Manuel Mantero. Col. Dulcinea, Madrid, 1975 - 60 páginas.
- Jorge Guillén. Antología. Aire Nuestro. Cántico. Clamor. Homenaje. Plaza y Janés, Barcelona, 1977 - 309 páginas. También en el Círculo de Lectores. Barcelona, 1984.

### Novela
- Estiércol de león. Plaza y Janes, Barcelona, 1980 - 235 páginas.
- Antes muerto que mudado. Plaza y Janes, Barcelona, 1990 - 240 páginas.

### Miscelánea
- Crates de Tebas. Ediciones Esquío, El Ferrol, 1980 - 82 páginas.
- Poesía y prosa (Antología). Editorial Anthropos, Barcelona, 1991 - 176 páginas.
- Había una ventana de colores: Memorias y desmemorias. RD Editores, Sevilla, 2004 - 336 páginas.

### Obras completas
- Por RD Editores se han editado cuatro tomos bajo el título de Obras completas: Poesía. Como llama en el diamante –vol. I, 2007- 1004 páginas; Narrativa. Novelas y cuentos –vol. II, 2008 - 521 páginas- y Ensayo y Crítica –vol. III, 2008 - 974 páginas y vol. IV, 2011 -468 páginas).

### Discos, casetes
- Encuentro de Luis Cernuda con Verlaine y el demonio -en propia voz-, en Doce poetas en sus versos, Aguilar, GPE 10 114 (con Rafael Alberti, Jorge Guillén, Carmen Conde, Ángel González y otros).
- Evangelio del día”, en Poesía última. Fidias, F-048-33. (con Manuel Alcántara, Claudio Rodríguez, José Ángel Valente, Carlos Sahagún y otros).
- Evangelio del día”, en Poesía última. S.G.A.E. MF-36. Casete.

## Entrevistas
- Espada Sánchez, José: Manuel Mantero, en el vol. Poetas del Sur. Espasa Calpe, Col. Austral, Madrid, 1989.
- Paco, Sara: Manuel Mantero como interlocutor, en el vol. Manuel Mantero: lectura de la llama en el verso. Sociedad Valle-Inclán, Col. La Barca de Loto, Ferrol, 2002.

## Premios y reconocimientos
- Premio Nacional de Literatura (1960).
- Premio Fastenrath de la Real Academia Española (1967).
- Premio Albert Christ-Janer (1981).
- Pensión de Literatura de la Fundación March (1964).
- Premio Andalucía de la Crítica (1995 y 2005).
- Es miembro de la Real Academia Sevillana de Buenas Letras (1985).
- Está en posesión de las Insignias de Oro Luis de Góngora de la Real Academia de Ciencias, Bellas Letras y Nobles Artes de Córdoba (2003).[7]
- Medalla de Oro de Sevilla (2005).[8][9]
- El Ayuntamiento de Sevilla inauguró en 2006 una calle de la ciudad con su nombre. ABC de Sevilla, 20 de mayo de 2006, p. 16
- Consultante varios años de la Academia Sueca para los Premios Nobel de Literatura.
- Miembro de Honor de Asociaciones Internacionales Francesas, Italianas e Hispánicas.
- Está en posesión desde 1987 de la Orden de Don Quijote, prestigiosa distinción del hispanismo norteamericano.
- Ha representado a España en Ferias o Congresos Internacionales. Por ejemplo, en la Feria Internacional del Libro de Miami (Miami Book Fair International) o en el Festival de Poesía Europea y Americana de San Francisco, Estados Unidos (Euro-San Francisco Poetry Festival (enlace roto disponible en Internet Archive; véase el historial, la primera versión y la última)., Swedish Book Review, 2001. Número 2.
- Se le han dedicado congresos y sesiones especiales, así como monográficos. En el área en inglés, son de citar los libros y versiones del prof. Douglas Barnette, A Study of the Works of Manuel Mantero, y de la prof.ª Betty Jean Craige, Manuel Mantero. New Songs for the Ruins of Spain). Su obra se ha traducido a diversos idiomas (inglés, francés, portugués, italiano, alemán, rumano, ucraniano, polaco, etc.).
- En palabras de Vicente Aleixandre: Manuel Mantero “ha producido una obra que por su personalidad y altura añade valores al conjunto de la lírica española actual”. “Obra” –afirma Aleixandre- que “traza una huella indeleble en la poesía de su época”.